# Daniel Peretz
Pour les articles homonymes, voir Peretz.
Daniel Peretz (en hébreu : דניאל פרץ), né le 10 juillet 2000 à Tel Aviv en Israël, est un footballeur international israélien qui joue au poste de gardien de but au Hambourg SV, en prêt du Bayern Munich.

## Biographie

### En club
Né à Tel Aviv en Israël, Daniel Peretz est formé dans l'un des clubs de sa ville natale, le Maccabi Tel-Aviv. Il commence toutefois sa carrière au Beitar Tel Aviv Bat Yam F.C. (en), en deuxième division israélienne, où il est prêté lors de la saison 2019-2020.
De retour au Maccabi Tel-Aviv, il joue son premier match en équipe première le 22 juillet 2021, lors d'une rencontre qualificative pour la Ligue Europa Conférence 2021-2022 face au FK Sutjeska Nikšić. Il est titularisé et les deux équipes se neutralisent (0-0 score final).
Le 12 septembre 2021, Peretz signe un nouveau contrat avec le Maccabi Tel-Aviv. Il est alors lié au club jusqu'en juin 2024.
Le 25 août 2023, Daniel Peretz rejoint l'Allemagne afin de s'engager en faveur du Bayern Munich. Il signe un contrat de cinq ans, soit jusqu'en juin 2028.

### En sélection
Daniel Peretz représente l'équipe d'Israël des moins de 17 ans. Il joue un total de onze matchs avec cette sélection entre 2016 et 2017.
Daniel Peretz joue son premier match avec l'équipe d'Israël espoirs le 2 septembre 2021 contre la Hongrie. Il est titularisé et son équipe l'emporte par deux buts à un.
Le 27 septembre 2022, Peretz se fait remarquer lors des de barrages qualificatifs pour l'Euro espoirs 2023 lors du match retour contre l'Irlande, en arrêtant trois tirs lors de la séance de tirs au but, permettant ainsi la qualification de son équipe,.
Daniel Peretz honore sa première sélection avec l'équipe nationale d'Israël le 20 novembre 2022, lors d'un match amical contre Chypre. Il est titularisé et son équipe s'incline par trois buts à deux.

## Statistiques
| Saison                | Club                    | Championnat           | Championnat | Championnat | Coupe(s) nationale(s) | Coupe(s) nationale(s) | Supercoupe | Supercoupe | Compétition(s) continentale(s) | Compétition(s) continentale(s) | Compétition(s) continentale(s) | Israël | Israël | Total | Total |
| Saison                | Club                    | Division              | M.          | B.          | M.                    | B.                    | M.         | B.         | Comp.                          | M.                             | B.                             | M.     | B.     | M.    | B.    |
| 2019-2020             | Tel Aviv Bat Yam (prêt) | Liga Leumit           | 32          | 2           | -                     | -                     | -          | -          | -                              | -                              | -                              | -      | -      | 32    | 2     |
| 2020-2021             | Maccabi Tel Aviv        | Ligat ha'Al           | -           | -           | -                     | -                     | -          | -          | C1+C3                          | -                              | -                              | -      | -      | 0     | 0     |
| 2021-2022             | Maccabi Tel Aviv        | Ligat ha'Al           | 26+10       | 0+0         | 2                     | 0                     | 1          | 0          | C4                             | 13                             | 0                              | -      | -      | 52    | 0     |
| 2022-2023             | Maccabi Tel Aviv        | Ligat ha'Al           | 26+9        | 0+0         | 4                     | 0                     | -          | -          | C4                             | 6                              | 0                              | 1      | 0      | 46    | 0     |
| 2023-2024             | Maccabi Tel Aviv        | Ligat ha'Al           | -           | -           | -                     | -                     | -          | -          | C4                             | 5                              | 0                              | -      | -      | 5     | 0     |
| Sous-total            | Sous-total              | Sous-total            | 71          | 0           | 6                     | 0                     | 1          | 0          | -                              | 24                             | 0                              | 1      | 0      | 103   | 0     |
| 2023-2024             | Bayern Munich           | Bundesliga            | 1           | 0           | 1                     | 0                     | -          | -          | C1                             | -                              | -                              | 1      | 0      | 3     | 0     |
| 2024-2025             | Bayern Munich           | Bundesliga            | 3           | 0           | 1                     | 0                     | -          | -          | C1                             | 1                              | 0                              | 2      | 0      | 7     | 0     |
| Sous-total            | Sous-total              | Sous-total            | 4           | 0           | 2                     | 0                     | 0          | 0          | -                              | 1                              | 0                              | 3      | 0      | 10    | 0     |
| Total sur la carrière | Total sur la carrière   | Total sur la carrière | 107         | 2           | 8                     | 0                     | 1          | 0          | -                              | 25                             | 0                              | 4      | 0      | 145   | 2     |

## Palmarès
| Maccabi Tel Aviv (1)                         |
| -------------------------------------------- |
| - Supercoupe d'Israël (1) - Vainqueur : 2021 |
| Bayern Munich (1)                            |
| - Bundesliga (1) - Vainqueur : 2025          |